# Káto Kalentíni
Káto Kalentíni är en ort i Grekland.   Den ligger i prefekturen Nomós Ártas och regionen Epirus, i den centrala delen av landet, 270 km nordväst om huvudstaden Aten. Káto Kalentíni ligger 121 meter över havet och antalet invånare är 127. Den ligger vid sjön Techníti Límni Aráchthou.
Terrängen runt Káto Kalentíni är huvudsakligen kuperad, men åt nordväst är den bergig. Káto Kalentíni ligger nere i en dal. Runt Káto Kalentíni är det ganska glesbefolkat, med 39 invånare per kvadratkilometer. Närmaste större samhälle är Arta, 11,6 km söder om Káto Kalentíni. I omgivningarna runt Káto Kalentíni växer i huvudsak blandskog.